# Barbus carpathicus
Barbus carpathicus és una espècie de peix cipriniforme de la família dels ciprínids.

## Morfologia
Els mascles poden assolir els 27 cm de longitud total.

## Distribució geogràfica
Es troba a Eslovàquia.